# مناتی یاکبسن

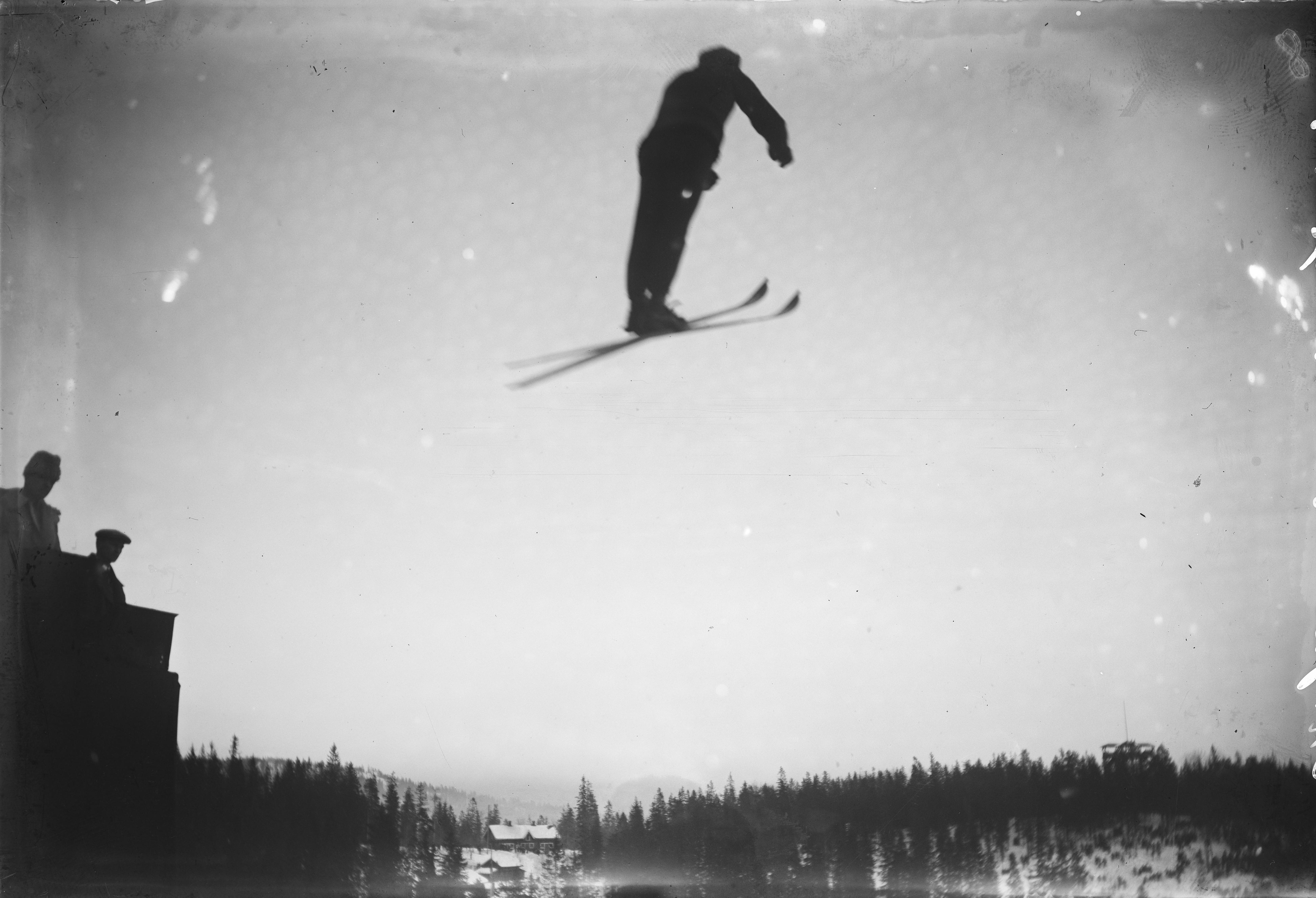
مناتی یاکبسن

مِناتی یاکُبسُن (1892–1970) یک اسکی باز سوئدی متولد استکهلم است. او در مسابقات اسکی پرش و دوگانه زمستانی در بازی‌های المپیک زمستانی ۱۹۲۴ در شامونی شرکت کرده است.